# Fiktiva utomjordingar

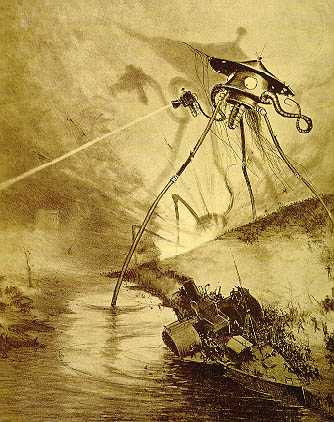
I Världarnas krig av H.G. Wells från 1898 invaderas Jorden av marsianer.

Fiktiva utomjordingar eller rymdmän är vanliga element i science fiction-berättelser. I äldre berättelser handlar det ofta om intelligent liv på Månen, medan det från 1800-talet i stället oftast handlade om liv på Mars och andra himlakroppar i Solsystemet, men sedan teleskopen blivit allt starkare under tidigt 1900-tal och obemannade rymdsonder utforskat dessa världar under 1960- och 1970-talen har det vetenskapligt bevisats att dessa världar saknar intelligent exempelvis människoliknande liv. I stället har berättelserna kommit att fokusera på intelligent liv på världar i andra planetsystem.

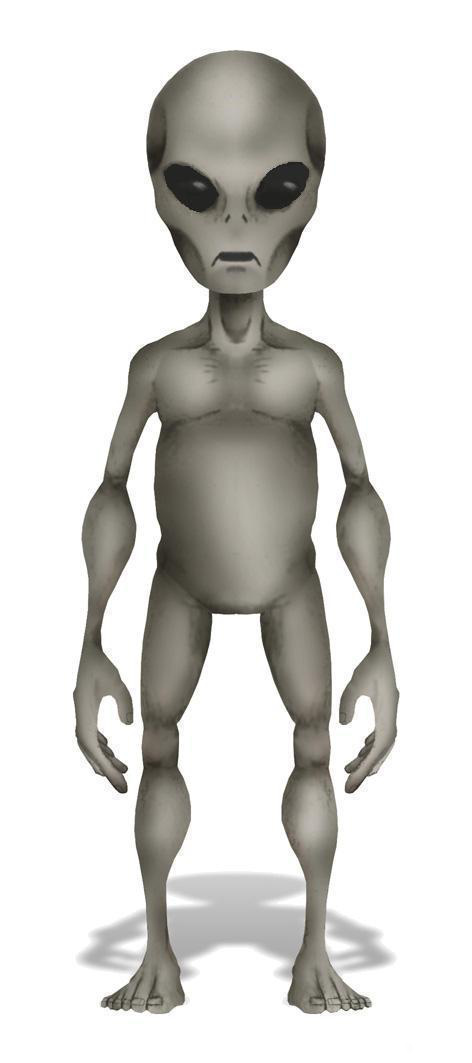
En grå utomjording, så som de ofta framställs i science fiction och av påstådda ögonvittnen som säger sig ha blivit bortförda av utomjordingar.

## Historia
Idéer och spekulationer om utomjordiskt liv har funnits bland människor åtminstone sedan antiken, där atomister ofta talade om en mångfald av världar och livsformer. Det är dock främst i samband med den moderna vetenskapens och astronomins utveckling under 1600-1700-talet som idéerna om utomjordiskt liv börjar bli populära och ta mer plats i vetenskapliga såväl som filosofiska debatter. Den svenska mystikern och vetenskapsmannen Emanuel Swedenborg menade sig exempelvis ha haft kontakt med varelser från andra planeter.
Särskilt populära och närvarande blir utomjordingarna dock först under 1800-talet. Här förekommer de ofta i science fiction och äventyrsberättelser, och det spekuleras mycket kring liv på månen och Mars. I samband med den moderna UFO-eran, som traditionellt anses ha börjat med Kenneth Arnolds bevittnande av nio flygande föremål år 1947, slår idén att vi får besök av utomjordiskt intelligent liv igenom i stor skala. Det dröjer inte länge förrän människor över hela världen rapporterar om märkliga farkoster och deras lika märkliga besättningar.
Begreppet "flygande tefat", som egentligen bygger på en misstolkning av Arnolds redogörelse, hör snart till vardagen, och i mitten av 1950-talet stiger flera så kallade UFO-profeter eller "contactees" fram i ljuset. Enligt dessa personer, som snart tilldrog sig stora skaror av anhängare, är utomjordingarna välvilliga, och för det mesta även väldigt vackra. I kalla krigets science fiction-filmer presenteras dock en annan bild: där är utomjordingarna, med vissa undantagsfall, illvilliga.
Fram till de första bortföringsrapporterna, där Antonio Villas Boas och Betty och Barney Hill hör till de mest kända tidiga fallen, är det UFO-profeternas bild av de välvilliga "Rymdbröderna" som dominerar. Med Whitley Striebers personliga redogörelse för hur han kom att bli bortförd av små grå utomjordingar (se Närkontakt år 1987) vänder vinden ordentligt - och berättelserna om kontakt med utomjordiskt liv får allt mer sinistra undertoner. Utomjordingarna är inte längre vare sig vackra eller välvilliga, utan små, ondsinta och groteska.
På senare år dock även detta börjat förändras - de bortförande utomjordingarna verkat åter igen arbeta för mänsklighetens bästa. De varnar, exempelvis, för eventuella kärnvapenkrig, mänsklig girighet, materialism och miljöförstöring. 1900-talet har också ofta låtit utomjordingar få överta Guds roll som skapare. Idéer om hur utomjordingar, och inte gudar, stigit ned till jorden för att antingen skapa eller transformera mänskligheten återfinns bland annat hos Erich von Däniken och Zecharia Sitchin.

## Utomjordingar i människans kultur
Tanken på det utomjordiska och utomjordingar har under lång tid fascinerat människan och inom populärkulturen är det ett vanligt tema. Exempelvis inom film, böcker och serier. Ett typiskt exempel är Steven Spielbergs film E.T..
Andra exempel är science fiction-serierna Doctor Who och Star Trek-serierna. Filmexempel är Alien-filmerna, Liftarens guide till galaxen, Star Wars-filmerna, Arkiv X-filmerna och Närkontakt - The Fourth Kind.
Area 51 i Mojaveöknen i Nevada är känt för konspirationsteorier om UFO-verksamhet. Rykten säger att här förvaras kraschade UFO:n och tillfångatagna och döda utomjordingar.

## Några fiktiva utomjordingar
- Alf
- Alien
- Dr. Kosmos (från Kosmos och Kattis)
- E.T.
- Klingon
- Krang (från Teenage Mutant Ninja Turtles)
- Mork (från Mork & Mindy)
- Stålmannen
- Rovdjuret (från Predator)
- Mr. Spock (från Star Trek)
- Ziggy Stardust

### Fotnoter
1. ↑  Natalie Haynes (29 september 2015). ”Why are we obsessed with Martians” (på engelska). BBC. http://www.bbc.com/culture/story/20150929-how-were-martians-invented. Läst 25 oktober 2017.